# Litchfield (Michigan)
Litchfield é uma cidade localizada no estado americano de Michigan, no Condado de Hillsdale.

## Demografia
Segundo o censo americano de 2000, a sua população era de 1458 habitantes.
Em 2006, foi estimada uma população de 1427, um decréscimo de 31 (-2.1%).

## Geografia
De acordo com o United States Census Bureau tem uma área de
6,2 km², dos quais 6,2 km² cobertos por terra e 0,0 km² cobertos por água. Litchfield localiza-se a aproximadamente 312 m acima do nível do mar.

## Localidades na vizinhança
O diagrama seguinte representa as localidades num raio de 20 km ao redor de Litchfield.